# Nguyên Lê
Nguyên Lê (sinh ngày 14 tháng 1 năm 1959) là một nhạc sĩ jazz người Pháp gốc Việt. Ông tên thật là Lê Thành Nguyên, sinh ra tại Paris, con của học giả Lê Thành Khôi. Nhạc cụ chính của ông là cây đàn ghi ta, kể cả ghi ta điện âm và ghi ta trầm. Ngoài ra, ông từng giành được 4 đề cử và chiến thắng 1 hạng mục tại giải Cống hiến.
Nhạc sĩ Nguyên Lê đã cho phát hành nhiều đĩa nhạc. Năm 1996 đĩa Tales from Viêt-Nam có đặc điểm kết hợp âm hưởng jazz và nhạc cổ truyền Việt Nam. Ông từng hợp tác với các nhạc sĩ nổi tiếng như Randy Brecker, Vince Mendozas, Eric Vloeimans, Carla Bley, và Michel Portal.

## Ban nhạc phối hợp và các tác phẩm
- Nguyên Lê Trio
  - Nguyên Lê: guitars, arrangements;
  - Michel Alibo: electric bass;
  - Karim Ziad: drums, percussion;
- Nguyên Lê "The Jimi Hendrix Project"
  - Nguyên Lê: guitars, arrangements;
  - Cathy Renoir: vocals;
  - Michel Alibo or Linley Marthe: electric bass;
  - Karim Ziad or Francis Lassus: drums, percussion;
- Nguyên Lê "Purple"
  - Nguyên Lê: guitars;
  - Michel Alibo: electric bass;
  - Terri Lyne Carrington: drums, vocals;
  - Aïda Khann: vocals;
  - Corin Curschellas: vocals;
  - Me’shell Ndegeocello: electric bass;
  - Karim Ziad: percussion;
  - Bojan Zulfikarpasic: piano;
- Huong Thanh & Nguyên Lê - "Dragonfly"
  - Huong Thanh: vocals;
  - Nguyên Lê: guitars, arrangements;
  - Hao Nhien: traditinal instrument zither;
  - Dan Bau: flute, percussion;
  - François Verly: percussion, synthesizer;
  - Michel Alibo: electric bass;
  - Joël Allouche: drums/percussion;
- Nguyên Lê Quartett:
  - Nguyen Le: guitars
  - Paul McCandless: saxophone, clarinet;
  - Art Lande: piano;
  - Jamey Haddad: percussion;
- ELB (Erskine - Lê - Benita)
  - Peter Erskine: drums;
  - Nguyên Lê: guitars, guitar synthesizer;
  - Michel Benita: acoustic bass;

## Danh mục đĩa phát hành
- 2008 CD Dream Flight ELB (Erskine - Lê - Benita) with Stéphane Guillaume – tenor & soprano saxophones
- 2007 CD Fragile Beauty Huong Thanh & Nguyên Le
- 2006 CD Homescape Duos with Paolo Fresu & Dhafer Youssef
- 2005 CD Walking on the Tiger's Tail (Nguyên Lê Quartett)
- 2002 CD Purple – Celebrating Jimi Hendrix
- 2001 CD E_L_B ELB (Erskine - Lê - Benita)
- 2000 CD Bakida (with bassist Renaud Garcia-Fons and drummer Tino di Geraldo et al.)
- 1999 CD Moon and Wind im Duo mit Huong Thanh
- 1998 CD Maghreb & Friends
- 1997 CD 3 Trios
- 1996 CD Tales from Vietnam (with Huong Thanh, Hao Nhien, Paolo Fresu, Trilok Gurtu, Simon Spang-Hanssen, Michel Benita etc.)
- 1995 CD Million Waves (Nguyên Lê -Trio) (with Bassist Dieter Ilg and drummer Danny Gottlieb)
- 1992 CD Zanzibar (with Paul McCandless, Joël Allouche et al.).
- 1992 CD Safy Boutella: Mejnoun
- 1990 first solo CD Miracles (with Marc Johnson và Peter Erskine)

## Giải thưởng
| Năm  | Giải thưởng                     | Trao cho            | Kết quả   |
| ---- | ------------------------------- | ------------------- | --------- |
| 2014 | Cống Hiến: Nhạc sĩ của năm      | Nguyên Lê           | Đề cử     |
| 2014 | Cống Hiến: Album của năm        | Độc đạo             | Đề cử     |
| 2014 | Cống Hiến: Chương trình của năm | Liveshow Độc đạo    | Đoạt giải |
| 2018 | Cống Hiến: Chương trình của năm | Liveshow Hà Nội Duo | Đề cử     |